# الحرب في بر مصر
الحرب في بر مصر رواية مصرية من تأليف يوسف القعيد، حازت على المرتبة الرابعة ضمن أفضل مئة رواية عربية.

## محتوى
تدور أحداث الرواية في قرية مصرية قبيل حرب 1973، حيث يتنصل عمدة القرية من إرسال ابنه الأصغر للالتحاق بالجيش كما يفترض به أن يفعل، ولكيلا ينكشف هذا الأمر، يقوم بإرسال ابن خفيره «مصري»، التلميذ الفقير المتفوق في دراسته، بدلا عنه، تستخرج أوراق إثبات جديدة لـ«مصري» باسم ابن العمدة، ويؤخذ منه كل ما قد يثبت هويته الحقيقية، ويلتحق بالجيش، لكن الشاب الصغير يضيق ذرعا بلعب دور ابن العمدة ويثقل السر الدفين عليه، تبدأ الحرب فيستشهد ببسالة، لكن الأوراق الرسمية كلها تشير إلى أن ابن العمدة هو الذي استشهد.
وبذلك ينال العمدة العزاء الموشى بالثناء والتمجيد لبطولة ابنه المزعوم، بينما الابن الحقيقي حي يرزق، يرفض تسليم الجثة إلى الوالد المكلوم، وتدفن خيوط القضية مع الشهيد نظرا لتورط شخصيات عديدة بالموضوع.
يوسف القعيد أديب وقصاص مصري معاصر ولد بالبحيرة، عرف بنبرته السياسية الناقدة كما تعرضت بعض أعماله للمصادرة.

## في السينما
نقل صلاح أبو سيف الرواية إلى الشاشة الكبيرة في فيلم المواطن مصري بطولة عمر الشريف وعزت العلايلي.

## وصلات خارجية
- الحرب في بر مصر، تعليقات القراء في موقع غود ريدس
- أراء القرّاء عن رواية «الحرب في بر مصر» في موقع أبجد Abjjad.com